# Jacqueline Baudrier
Pour les articles homonymes, voir Baudrier.
Jacqueline Hélène Baudrier (née Vibert puis épouse Baudrier et Perriard) est une journaliste française née le 16 mars 1922 à Beaufai (Orne) et morte le 2 avril 2009 dans le 16e arrondissement de Paris,. 
Elle a exercé des responsabilités à l'ORTF ainsi que sur plusieurs chaînes de télévision et a présidé Radio France de 1975 à 1981.
Le 10 mai 1974, elle coanime le tout premier débat télévisé de l'entre deux-tours de l'élection présidentielle française.

## Biographie
Après des études à la Sorbonne, elle a occupé de nombreux postes/emplois successivement chroniqueuse politique à la RTF (1950-1960). Elle a longtemps été une voix de la radio française (d'Actualités de Paris à Paris Inter, qui deviendra France Inter). Reporter pour la télévision (1960-1962) et présentatrice d'Inter Actualités sur France Inter, elle devient rédactrice en chef des journaux parlés de l'ORTF (1962-1968). 
Gaulliste, elle est contestée par les journalistes en mai-juin 1968. À l'issue de la crise, elle est nommée directrice de l'information parlée, en remplacement de Pierre Fromentin[réf. nécessaire].
Elle est directrice de l'information de la deuxième chaîne de télévision (de 1969 à septembre 1972) puis de la régie de la Une (1973). Le 10 mai 1974, elle inaugure et anime, avec Alain Duhamel, le tout premier débat de l'entre-deux tours de l'élection présidentielle en France (inspiré par les débats aux États-Unis). Celui-oppose Valéry Giscard d'Estaing et François Mitterrand et lance la campagne officielle du second tour à l'ORTF. En ouverture de cette émission diffusée sur la Première chaîne et la Deuxième chaîne de l'ORTF, Jacqueline Baudrier qualifie ce débat de « grand événement sans précédent à la télévision française ». D'une durée d'1 heure et 41 minutes, il rassemblera environ 25 millions de téléspectateurs.

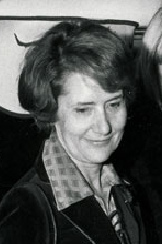
Jacqueline Baudrier en 1977.

Elle est la première présidente-directrice générale de Radio-France, fonction qu'elle exerce de janvier 1975 à juillet 1981. 
De 1981 à 1985, elle est ambassadrice, déléguée permanente de la France auprès de l'UNESCO. 
Membre de la Commission nationale de la communication et des libertés, la CNCL (qui précède le CSA) entre 1986 et 1989), elle est nommée présidente du comité d'orientation des programmes de La Cinquième (à partir de 1994).
Une partie de ses archives personnelles est conservée aux Archives nationales.

## Décorations
Jacqueline Baudrier est nommée au grade de chevalier dans l'ordre national de la Légion d'honneur, puis faite chevalier de l'ordre le 20 décembre 1971. Elle est promue au grade d'officier dans l'ordre le 13 juillet 1994 au titre de « journaliste, ancien président-directeur général d'une société de radiodiffusion » puis faite officier le 14 novembre 1994, et promue au grade de commandeur le 25 mars 2005 au titre de « journaliste, présidente du comité d'orientation des programmes d'une chaîne de télévision ».
Elle est nommée au grade de chevalier dans l'ordre national du Mérite puis faite chevalier de l'ordre. Elle est promue au grade d'officier dans l'ordre puis faite officier le 6 avril 1976, et promue au grade de commandeur le 15 mai 1999 et faite commandeur de l'ordre le 5 décembre 2000.
Jacqueline Baudrier est nommée chevalier dans l'ordre du Mérite de la République italienne en 1973, officier dans l'ordre des Arts et des Lettres en 1982, chevalier de l'ordre national du Cèdre (Liban) en 1990.

## Distinctions
- Prix Maurice Bourdet (1960).
- Prix international Ondas (1969).
- Prix Unda (1972).
- Prix de la Fondation Louise Weiss (4 novembre 1997).

## Pour approfondir